# 3391 Sinon
A 3391 Sinon (ideiglenes jelöléssel 1977 DD3) egy kisbolygó a Naprendszerben. Hiroki Kosai,  Kiichiro Hurukawa fedezte fel 1977. február 18-án.